# محمد بن العربي الجامعي
محمد بن العربي الجامعي (تقريبا بعد سنة 1830 م / تقريبا قبل سنة 1894 م) هو وزير مغربي في فترة حكم السلطان مولاي الحسن الأول (1873 – 1894)، و مؤسس دار الجامعي الشهيرة في ساحة الهديم بمدينة مكناس. والده هو العربي بن المختار الجامعي الذي شغل وزيرا عند المولى عبد الرحمن.

## قصر دار الجامعي
يعود الفضل في تشييد هذا القصر إلى الوزير الصدر محمد بن العربي الجامعي الذي عاصر السلطان المولى الحسن الأول (1873 – 1894). و استغرقت مرحلة البناء مدة عامين كاملين إلا أن الوزير و بسبب مرض عضال ألم به اضطر إلى الاستقرار بمدينة فاس للعلاج، حيث أمر ببناء قصر آخر حمل نفس الاسم «دار الجامعي». وهكذا، وحسب المصادر التاريخية فإن دار الجامعي بمكناس لم يتم استغلالها من طرف مالكها الأصلي. في حين سكنها لفترة الحاج المعطي الجامعي الذي تولى الصدارة بعد أخيه محمد بن العربي الجامعي.

## كناش الجامعي
كما جاء في كتاب التراث العربي المغربي في الموسيقى للحاج إدريس بن جلون التويمي، أن المولى الحسن الأول أمر وزيره محمد بن العربي الجامعي بإنشاء مدرسة لتعليم الموسيقى بعد أن جمع أشعار طرب الآلة المتداولة في وقته في كناش خاص كما فعل محمد بن الحسين الحائك و الذي صار يعرف بكناش الجامعي فيما بعد، و اقتصر فيه على بعض الأشعار فكررها في عدد من الصنائع تسهيلا على بعض المتعلمين.

## وفاته
استقر الوزير محمد بن العربي الجامعي بفاس للعلاج بعد أن ألم به مرض عضال إلى أن توفي فتولى الصدارة بعده أخيه الحاج المعطي الجامعي.